# Gerhard Taschner
Gerhard Taschner (Krnov, 25 maggio 1922 – Berlino, 21 luglio 1976) è stato un violinista e insegnante tedesco di origine cecoslovacca.

## Biografia
Taschner nacque a Krnov nella ex Cecoslovacchia. Dopo aver studiato con il nonno, debuttò nel 1929 a Praga a soli 7 anni. Dal 1930-32 studiò con Jenő Hubay a Budapest. In seguito continuò gli studi a Vienna con Adolf Bak (secondo violino del Hoffman Quartet), e privatamente con Bronisław Huberman. A 10 anni suonò nella stessa serata tre concerti con i Wiener Symphoniker diretti da Felix Weingartner. A 17 anni, dopo aver effettuato tournée negli Stati Uniti e in Germania, divenne la spalla dell’Orchestra del Teatro di Brno. Nel 1941 fu scelto da Wilhelm Furtwängler come spalla dei Berliner Philharmoniker. Nel 1943 sposò la pianista Gerda Nette-Rothe, che poi divenne nota come Gerda Nette-Taschner. 
Dopo la guerra formò col pianista Walter Gieseking e il violoncellista Ludwig Hoelscher il ‘Trio Taschner-Hoelscher-Gieseking’. Il compositore tedesco Wolfgang Fortner (1907-1987) dedicò il suo Concerto (1947) a Gerhard Taschner, che lo suonò in prima esecuzione con la SWF Symphony Orchestra diretta dallo stesso Fortner.
Nel 1950 Taschner fu nominato professore alla Musikhochschule di Berlino pur continuando anche i suoi tour di concerti a livello internazionale. Un permanente problema alla schiena provocò il suo ritiro anticipato dalla scena nei primi anni '60 quando aveva solo quarant'anni, ma continuò ad insegnare e a suonare musica da camera e a far parte di varie giurie di concorsi come il Concorso Henryk Wieniawski a Poznan, il Concorso Marguerite Long-Jacques Thibaud a Parigi, il Concorso Paganini a Genova e il Concorso Queen Elisabeth a Bruxelles. Gerhard Taschner negli ultimi anni ebbe problemi di alcool; è mancato a Berlino nel 1976 a 54 anni. 
Nel 2004 Klaus Weiler ha pubblicato la sua biografia: Gerhard Taschner – das vergessene Genie. Eine Biographie  [Gerhard Taschner - il genio dimenticato. Una biografia].